# Johan Eriksson (statsvetare)
Johan Eriksson, född 1967, är en svensk statsvetare. Han är professor i statsvetenskap vid Södertörns högskola. Sedan 2012 är han även forskningschef vid Utrikespolitiska institutet. 
1983 tog han studenten vid Röllingby gymnasium i Åkersberga (Samhällsvetenskaplig linje). Efter gymnasiet genomförde han värnpliktig militärtjänst vid dåvarande Gotlands regemente P18 (pansarskytte), där han sedermera befordrades till kapten i reserven. 
Johan Eriksson tog fil kand-examen vid Umeå universitet 1992 och disputerade i statsvetenskap vid samma universitet 1997, på doktorsavhandlingen "Partition and Redemption: A Machiavellian Analysis of Sami and Basque Patriotism". Johan Eriksson är medlem av styrelsen för European International Studies Association (EISA). Han har varit gästforskare vid Columbia University samt Leiden University. 